# Малка-Смолница
Малка-Смолница (болг. Малка Смолница) — село в Болгарии. Находится в Добричской области, входит в общину Добричка. Население составляет 111 человек.

## Политическая ситуация
Малка-Смолница подчиняется непосредственно общине и не имеет своего кмета.
Кмет (мэр) общины Добричка — Петко Йорданов Петков (Болгарская социалистическая партия (БСП)) по результатам выборов в правление общины.